# Bergwaldprojekt

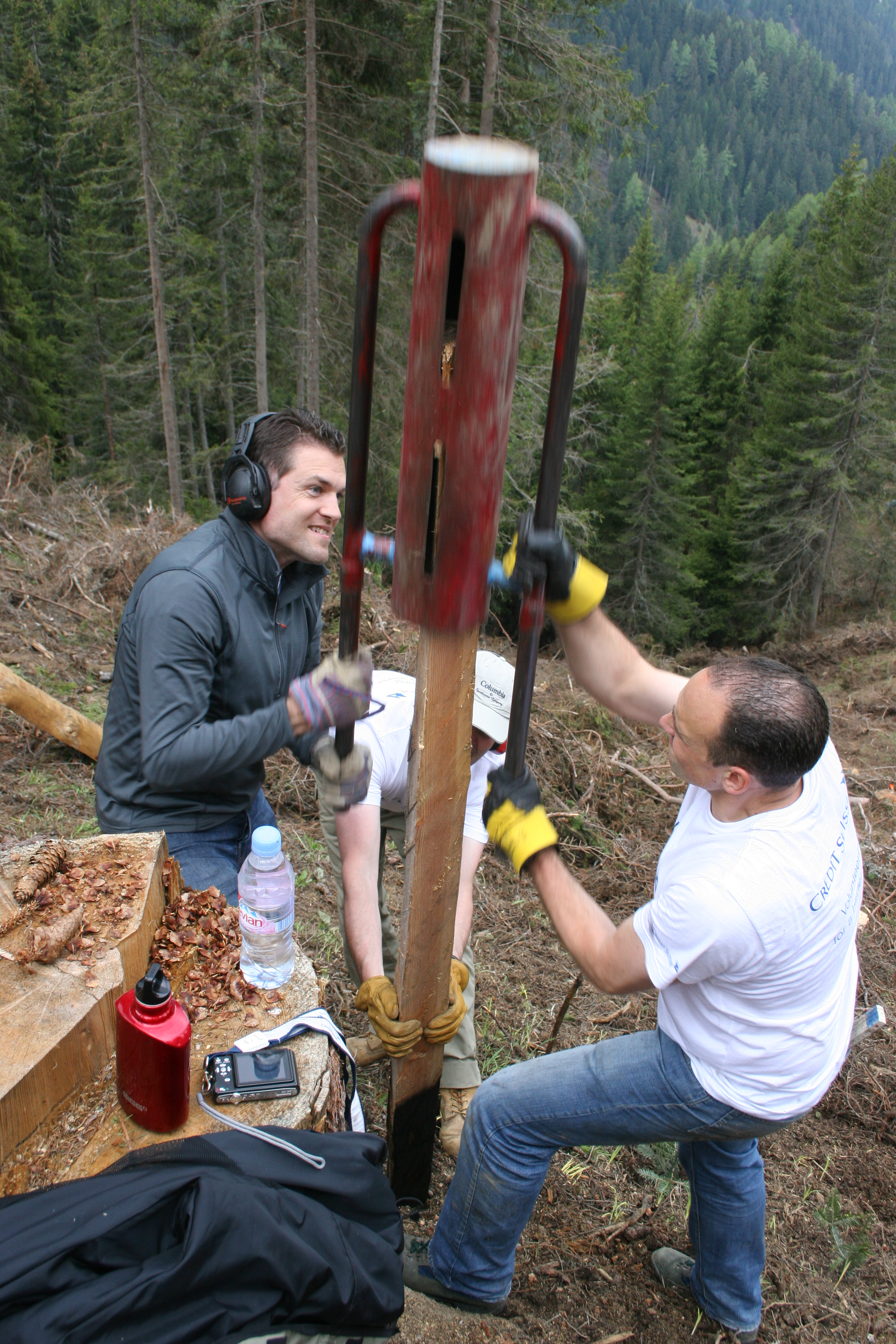
Zaunbau gegen Wildverbiss mithilfe einer Rammkatze

Das Bergwaldprojekt ist eine multinationale Umwelt- und Naturschutzorganisation (NRO, en: NGO), die mit Freiwilligen in Waldökosystemen arbeitet.

## Zweck und Ziele
Ziel des Vereins  „… ist der Schutz, der Erhalt und die Pflege des Waldes, insbesondere des Bergwaldes und der Kulturlandschaften, sowie die Förderung des Verständnisses für die Zusammenhänge in der Natur, die Belange des Waldes und die Abhängigkeit des Menschen von diesen Lebensgrundlagen.“ Darüber hinaus trägt die Arbeit von Bergwaldprojekt dazu bei, die unterschiedlichsten Menschen zusammenzuführen, so dass sie gemeinsam etwas schaffen und darüber ins Gespräch kommen.

## Geschichte
Das Bergwaldprojekt wurde 1987 vom Schweizer Förster Renato Ruf und dem deutschen Greenpeace-Mitarbeiter Wolfgang Lohbeck in der Schweiz gegründet. Der erste Einsatz fand in Malans im Kanton Graubünden statt. Zunächst erhielt das Projekt organisatorische und finanzielle Unterstützung durch den WWF und Greenpeace. Bereits 1990 entließen die beiden Organisationen die Initiative in die Selbstständigkeit. Die Organisation hat in der Schweiz die Form einer gemeinnützigen Stiftung, die unter Aufsicht des eidgenössischen Departements des Innern steht. 1993 wurde der deutsche Verein gegründet, um die seit 1991 in Deutschland laufenden Projekte selbstständig zu finanzieren und durchzuführen. 1994 fand der erste Einsatz in Österreich statt und 2004 im Fürstentum Liechtenstein. Seit 2007 gibt es auch in Katalonien mehrere Einsatzwochen im Jahr. Von 2006 bis 2015 fanden zudem in den Karpaten der Ukraine jeweils mehrere einwöchige Projekte statt.
2020 kaufte das Bergwaldprojekt zusammen mit der Umweltstiftung Greenpeace 200 Hektar Waldfläche bei Unterschönau im Thüringer Wald, inklusive der ehemaligen Burganlage Moosburg. Das Projekt „Zukunftswald“ beinhaltet den Umbau von einem Reinbestand mit Fichten, welcher der Klimakrise nicht angepasst ist, zu einer naturnahen Waldnutzung nach Vorbild des Stadtwald Lübeck.

## Arbeitsweise
Die Organisation führt ganzjährig einwöchige Arbeitseinsätze für forstliche Laien in der Schweiz, Österreich,  Liechtenstein, Deutschland und Katalonien durch. Die Einsatzorte reichen vom Bergwald der Alpen und Pyrenäen und über Mittelgebirge wie Schwarzwald, Rhön und Harz bis zum Inselwald von Amrum und Küstenwäldern an der Ostsee. Die Organisation arbeitet hierbei nur in öffentlichen Wäldern bzw. auf Flächen, die gemeinnützigen Organisationen gehören oder wie in Deutschland zum Nationalen Naturerbe gehören.
Die vielfältigen Arbeiten während einer Projektwoche können beispielsweise umfassen: Waldpflege, Jungwuchspflege, Bau von Begehungswegen (Steigbau), Aufforsten von Schutzwald, Maßnahmen zum Schutz vor Wildverbiss, Zaunbau, Bau von Dreibeinböcken (zur Reduktion von Schneebewegungen), Erosionsverbauungen, Landschafts- und Biotop-Pflege und Moorrenaturierung. In den letzten Jahren widmen sich die Projekteinsätze in Deutschland auch verstärkt dem Waldumbau. Die durchgeführten Arbeiten sind in der Regel für Forstdienstleister aufgrund der geografischen Lage oder der Art der Arbeit (hoher Anteil Handarbeit) wirtschaftlich unrentabel, so dass die Arbeit zu keinem Verdrängungseffekt führt.
Neben der Arbeit wird Wissenswertes über das Ökosystem Wald vermittelt. Zu jeder Projektwoche gehört eine forstkundliche Exkursion.
Seit 1987 haben mehr als 50.000 Freiwillige bei Projekten mitgearbeitet (Stand Ende 2017). Die teilnehmenden Frauen und Männer aus allen Alters- (ab 18 Jahren) und Berufsgruppen zahlen die An- und Abreise zum Projektort sowie Versicherung selber. Die Organisation sorgt für Unterkunft, Verpflegung sowie professionelle Betreuung und Anleitung während der Einsatzwoche.
Zunehmend wird das Bergwaldprojekt auch als Partner für Gemeinnütziges Arbeitnehmerengagement (Corporate Volunteering) von Unternehmen genutzt, die beispielsweise ihre Mitarbeitenden durch zusätzliche Freitage für ein soziales Engagement gewinnen wollen oder einen sinnvollen Team-Einsatz suchen.
Sowohl in Deutschland als auch in der Schweiz bietet das Bergwaldprojekt auch Waldschulwochen für Schulklassen an, die mit ihren Lehrern eine Woche zusammen im Wald arbeiten – auch hier unter Anweisung und Aufsicht der beim Bergwaldprojekt angestellten Förster. Zudem wird in Deutschland mit speziellen Projektwochen die Forderung nach Inklusion durch die gemeinsame Arbeit mit Menschen mit Behinderungen verwirklicht. In der Schweiz und in Deutschland wird als Teil des Integrationsprozesses auch mit Geflüchteten zusammengearbeitet.

## Organisation
Das Projekt ist in der Schweiz als Stiftung, in Deutschland und Spanien als unabhängiger Verein und in Österreich unter dem Dach des Österreichischen Alpenvereins organisiert. Finanziert wird das Projekt einerseits durch private Spenden, die 2020 in Deutschland 6 % (2018: 5 %) betrugen, als auch durch Fördermitglieder (2020: 6 %; 2018: 7 %). 35 % der Umsatzerlöse wurden durch Einnahmen der Projekteinsätze selber erzeugt (2018: 62 %). 2020 wurde das deutsche Bergwaldprojekt mit einem Vermächtnis in Höhe von 1.025.941 € (26 %) bedacht. Die restlichen Erlöse stammen aus Zuwendungen von Unternehmen und Institutionen, öffentlichen Mitteln und Sachspenden.
Die Ausgaben teilten sich 2020 in direkte Kosten für die Projekte (43 %), Personalaufwand (39 %) sowie Sonstiges (u. a. Öffentlichkeitsarbeit, Infrastruktur) auf.

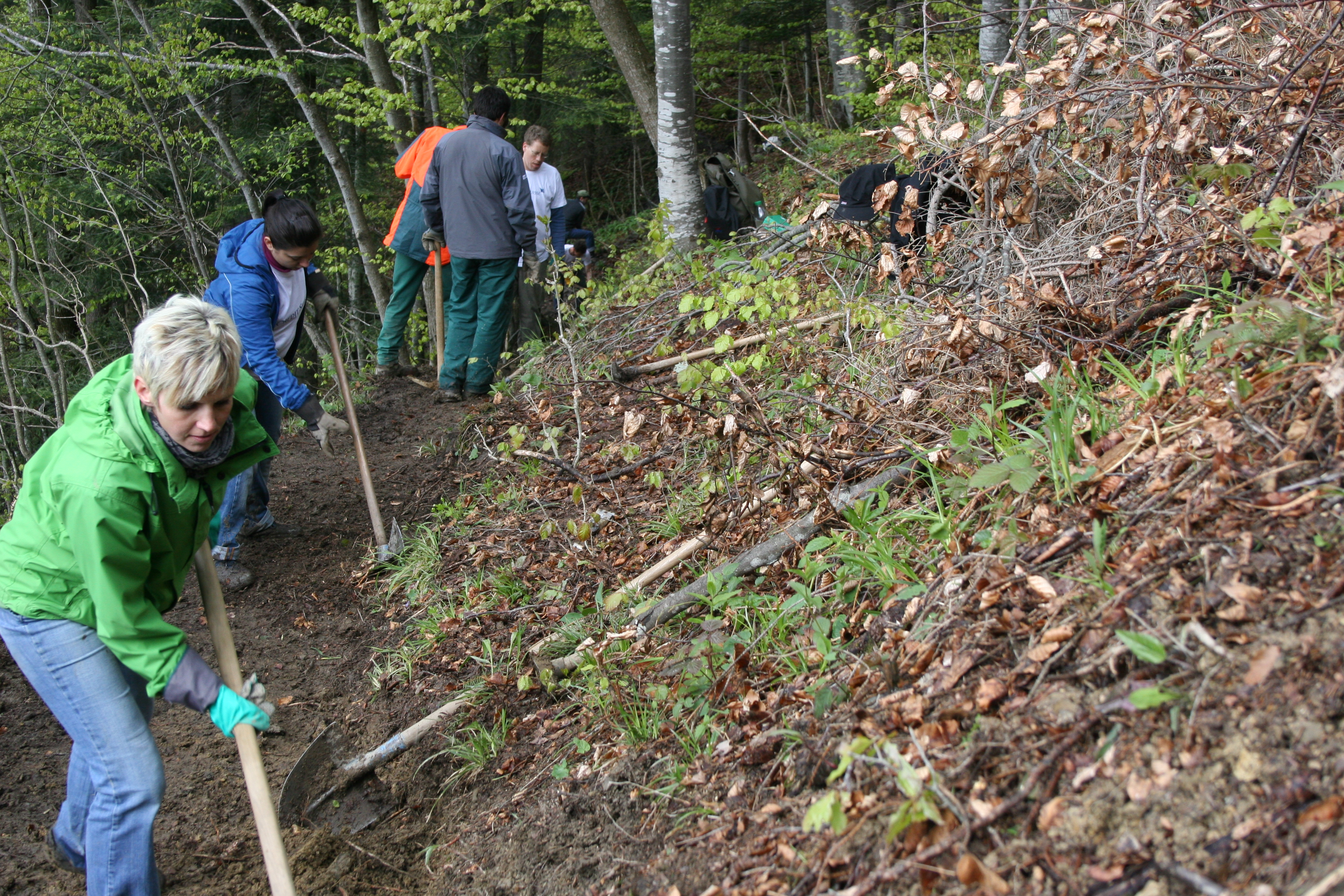
Wegebau
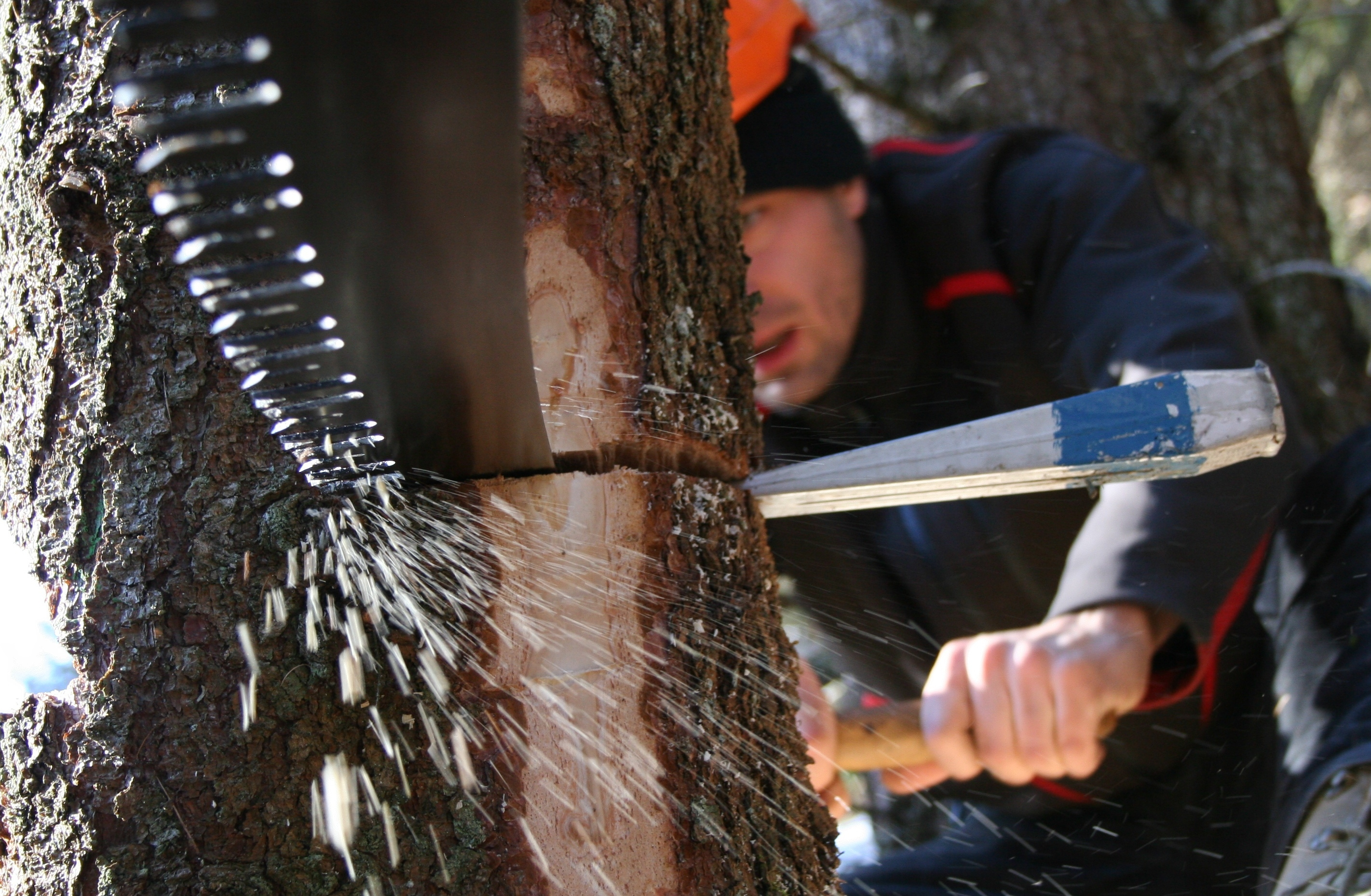
Handholzen
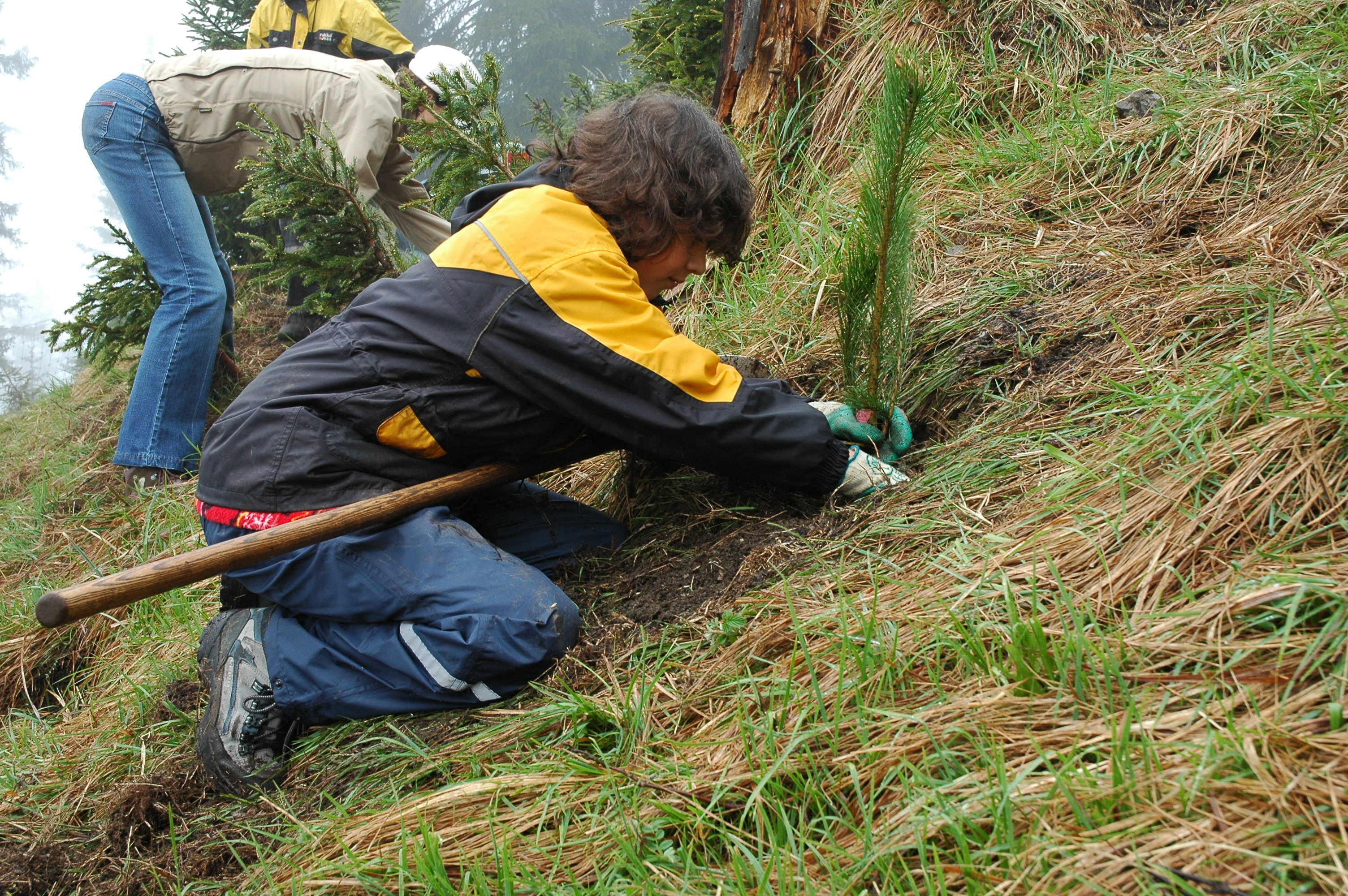
Pflanzen
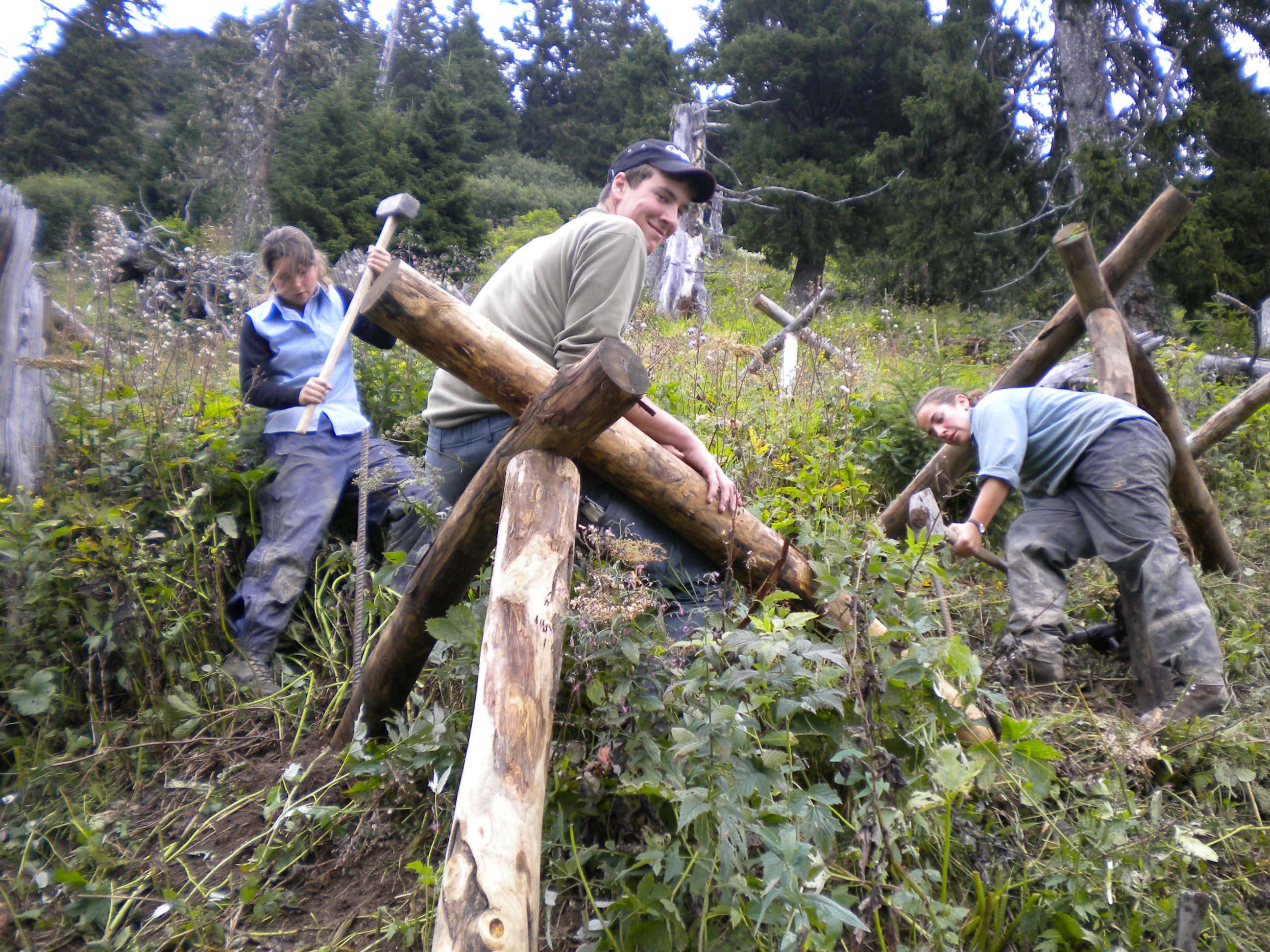
Dreibeinböcke

## Medienbeiträge
- Matschiger Umweltschutz. Die Hunsrücker Moor-Retter vom Bergwaldprojekt. Landesschau Rheinland-Pfalz, SWR 2024, 15 Minuten.